# Leila K.
Leila K. (* 6. September 1971 in Göteborg; eigentlich Leila El Khalifi) ist eine schwedische Popsängerin marokkanischer Abstammung, die insbesondere in den 1990er Jahren erfolgreich war. Ihre musikalische Spannbreite reicht von Rap über Reggae-Dance bis hin zur Rockmusik.

## Biografie
Leila El Khalifi wurde als Tochter eines marokkanischen Lokomotivführers in Schweden geboren. In der Schule zeigte sie sich widerspenstig und wurde deshalb von ihrem Vater nach sieben Jahren auf eine marokkanische Schule geschickt. Nach einem Jahr kehrte sie jedoch wieder nach Schweden zurück, riss von zu Hause aus und hielt sich danach meist in Bars und Discos auf.
Im Alter von 17 Jahren nahm sie in Stockholm bei einem Rap-Wettbewerb teil, bei dem sie den zweiten Platz belegte. Kurz darauf wurde sie vom Musikproduzenten-Duo Rob’n’Raz unter Vertrag genommen und hatte Ende 1989 einen ersten Erfolg mit der Single Got to Get. Weitere Singles waren 1990 Rok the Nation und Just Tell Me.
Im Frühjahr 1990 erschien ihr erstes Album Rob’n’Raz Featuring Leila K. Während ihrer ersten Tournee brach sie jedoch den Kontakt zu Rob’n’Raz ab und startete eine Solokarriere; sie veröffentlichte Lieder wie Time und Magic Ball, die auf dem Album Greatest Tracks vorhanden sind. Dr. Alban nahm mit ihr den Song Hello Africa auf.
Im Frühjahr 1993 erschien das von Denniz PoP produzierte Solo-Debütalbum von Leila K. mit dem Titel Carousel. Das darauf enthaltene Lied Open Sesame wurde ihre erfolgreichste Solosingle. Das Lied ist eine Mischung aus Reggae und Dancefloor-Musik; es erreichte in Deutschland, Österreich und in der Schweiz die Top Ten der Musikhitparade. Das Lied wurde unter anderem von Daisy Dee und der Techno-Band El Loco gecovert. Mit der zweiten Single aus dem Album, einer Coverversion von Ça plane pour moi, im Original von Plastic Bertrand, hatte Leila K. einen weiteren kommerziellen Erfolg. 1993 wurde sie zum Bestselling Female Artist in Europe gekürt.
Im Herbst 1995 folgte die Vorabsingle Electric aus dem zweiten Soloalbum, das in Schweden und Finnland die Top 10 erreichte. Das Album Manic Panic und weitere Singleauskopplungen wurden nur noch in Nordeuropa veröffentlicht. Als Musikproduzent Denniz PoP im Jahr 1998 an den Folgen einer Krebserkrankung starb, endete auch Leila K.s Karriere.
In Schweden ist Leila K. für Skandale bekannt; beispielsweise ging sie betrunken auf Tournee. Ihr Lebensstil führte dazu, dass sie obdachlos wurde. Eine schwedische Plattenfirma und Freunde von Leila K. veröffentlichten von ihr ein Best-of-Album in limitierter Auflage, dessen Erlös Leila K finanziell helfen sollte. Die Aktion erbrachte jedoch nicht genug Geld und Leila K. musste später ins Gefängnis. 1999 erschien eine Art biographischer Film über Leila K. mit dem Titel Fuck you. Fuck you very much. 2001 wurde sie von Fredrik Strage interviewt, der sie als verwirrt und ohne jegliche Kontrolle über ihr Leben beschrieb. Erst im Juni 2007 erschien sie bei der Veröffentlichungsveranstaltung des Buches Bögjävlar wieder in der Öffentlichkeit. Danach gab es nur wenige Informationen über Leila K. In der schwedischen Regenbogenpresse erschienen durch Fotos belegte Berichte, wonach die Sängerin weiterhin auf der Straße lebte.
Im Jahr 2011 nahm sie mit dem schwedischen Projekt House of Wallenberg von Petter Wallenberg den Track Legendary („I´m the legendary scary K.“) auf, der in Skandinavien zu einem Klubhit avancierte. Wallenberg verfasste die Bücher Bögjävlar (2007) and Historien om Leila K (2013), die sich u. a. mit dem Leben von Leila K. befassen.
Am 18. Juli 2015 trat Leila K. als Gast beim Tammerfest in Tampere (Finnland) mit ihren Songs Electric und Open Sesame auf. Sie war ferner Gast bei den Denniz Pop Awards 2015. 2016 wurde Leila K. in die Swedish Music Hall of Fame aufgenommen.

## Diskografie

### Alben
| Jahr | Titel                    | Höchstplatzierung, Gesamtwochen, AuszeichnungChartplatzierungen (Jahr, Titel, Platzierungen, Wochen, Auszeichnungen, Anmerkungen) | Höchstplatzierung, Gesamtwochen, AuszeichnungChartplatzierungen (Jahr, Titel, Platzierungen, Wochen, Auszeichnungen, Anmerkungen) | Höchstplatzierung, Gesamtwochen, AuszeichnungChartplatzierungen (Jahr, Titel, Platzierungen, Wochen, Auszeichnungen, Anmerkungen) | Höchstplatzierung, Gesamtwochen, AuszeichnungChartplatzierungen (Jahr, Titel, Platzierungen, Wochen, Auszeichnungen, Anmerkungen) | Höchstplatzierung, Gesamtwochen, AuszeichnungChartplatzierungen (Jahr, Titel, Platzierungen, Wochen, Auszeichnungen, Anmerkungen) | Höchstplatzierung, Gesamtwochen, AuszeichnungChartplatzierungen (Jahr, Titel, Platzierungen, Wochen, Auszeichnungen, Anmerkungen) | Anmerkungen                                               |
| Jahr | Titel                    | DE | AT | CH | UK | US | SE | Anmerkungen                                               |
| ---- | ------------------------ | --- | --- | --- | --- | --- | --- | --------------------------------------------------------- |
| 1990 | Rob’n’Raz Feat. Leila K. | — | AT27 (2 Wo.)AT | CH30 (2 Wo.)CH | — | — | SE14 (4 Wo.)SE | Erstveröffentlichung: April 1990 Rob’n’Raz feat. Leila K. |
| 1993 | Carousel                 | DE30 (11 Wo.)DE | AT10 (6 Wo.)AT | CH32 (2 Wo.)CH | — | — | SE30 (2 Wo.)SE | Erstveröffentlichung: Mai 1993                            |
| 1996 | Manic Panic              | — | — | — | — | — | SE17 (11 Wo.)SE | Erstveröffentlichung: Mai 1996                            |
| 2003 | Greatest Tracks          | — | — | — | — | — | SE40 (4 Wo.)SE | Erstveröffentlichung: April 2003 Kompilation              |

### Kompilationen
- 2010: The Mega Years Collection
- 2010: The Mega Years (Remixed) Collection

### Singles
| Jahr | Titel Album                             | Höchstplatzierung, Gesamtwochen, AuszeichnungChartplatzierungen (Jahr, Titel, Album, Platzierungen, Wochen, Auszeichnungen, Anmerkungen) | Höchstplatzierung, Gesamtwochen, AuszeichnungChartplatzierungen (Jahr, Titel, Album, Platzierungen, Wochen, Auszeichnungen, Anmerkungen) | Höchstplatzierung, Gesamtwochen, AuszeichnungChartplatzierungen (Jahr, Titel, Album, Platzierungen, Wochen, Auszeichnungen, Anmerkungen) | Höchstplatzierung, Gesamtwochen, AuszeichnungChartplatzierungen (Jahr, Titel, Album, Platzierungen, Wochen, Auszeichnungen, Anmerkungen) | Höchstplatzierung, Gesamtwochen, AuszeichnungChartplatzierungen (Jahr, Titel, Album, Platzierungen, Wochen, Auszeichnungen, Anmerkungen) | Höchstplatzierung, Gesamtwochen, AuszeichnungChartplatzierungen (Jahr, Titel, Album, Platzierungen, Wochen, Auszeichnungen, Anmerkungen) | Anmerkungen                                                   |
| Jahr | Titel Album                             | DE | AT | CH | UK | US | SE | Anmerkungen                                                   |
| ---- | --------------------------------------- | --- | --- | --- | --- | --- | --- | ------------------------------------------------------------- |
| 1989 | Got to Get Rob’n’Raz Feat. Leila K.     | DE3 (19 Wo.)DE | AT3 (15 Wo.)AT | CH3 (15 Wo.)CH | UK8 (14 Wo.)UK | US48 (11 Wo.)US | SE10 Gold · (3 Wo.)SE | Erstveröffentlichung: September 1989 Rob’n’Raz feat. Leila K. |
| 1990 | Rok the Nation Rob’n’Raz Feat. Leila K. | DE21 (15 Wo.)DE | — | CH13 (10 Wo.)CH | UK41 (3 Wo.)UK | — | SE3 Gold · (6 Wo.)SE | Erstveröffentlichung: Januar 1990 Rob’n’Raz feat. Leila K.    |
| 1990 | Hello Afrika Hello Afrika (The Album)   | DE2 (24 Wo.)DE | AT1 (16 Wo.)AT | CH3 (15 Wo.)CH | — | — | SE7 Gold · (8 Wo.)SE | Erstveröffentlichung: Juli 1990 Dr. Alban feat. Leila K.      |
| 1991 | Magic Ball                              | — | — | — | — | — | SE30 (3 Wo.)SE | Erstveröffentlichung: August 1991                             |
| 1992 | Open Sesame Carousel                    | DE5 (32 Wo.)DE | AT5 (15 Wo.)AT | CH4 (17 Wo.)CH | UK23 (4 Wo.)UK | — | SE21 (3 Wo.)SE | Erstveröffentlichung: November 1992                           |
| 1993 | Ça plane pour moi Carousel              | DE13 (19 Wo.)DE | AT8 (13 Wo.)AT | CH17 (14 Wo.)CH | UK69 (1 Wo.)UK | — | SE25 (4 Wo.)SE | Erstveröffentlichung: April 1993                              |
| 1993 | Slow Motion Carousel                    | DE37 (5 Wo.)DE | AT26 (2 Wo.)AT | — | — | — | SE27 (1 Wo.)SE | Erstveröffentlichung: August 1993                             |
| 1995 | Electric Manic Panic                    | DE61 (5 Wo.)DE | — | — | — | — | SE8 (14 Wo.)SE | Erstveröffentlichung: Oktober 1995                            |
| 1996 | C’mon Now Manic Panic                   | — | — | — | — | — | SE21 (12 Wo.)SE | Erstveröffentlichung: März 1996                               |
| 1996 | Rude Boy Manic Panic                    | — | — | — | — | — | SE29 (12 Wo.)SE | Erstveröffentlichung: Juli 1996 feat. Papa Dee                |

Weitere Singles
- 1990: Just Tell Me (Rob’n’Raz feat. Leila K.)
- 1991: Time
- 1993: Check the Dan
- 1993: Slow Motion
- 1993: Close Your Eyes
- 1996: Blacklisted
- 1997: Party Police
- 1999: Open Sesame ’99
- 1999: Burning Up (Elephant and Castle feat. Leila K. / Original von Madonna, 1982)
- 2011: Open Sesame (Remixe) (FM Audio feat. Leila K)

## Auszeichnungen für Musikverkäufe
| Goldene Schallplatte - Finnland - 1996: für das Album Manic Panic - Niederlande - 1993: für die Single Open Sesame |

Anmerkung: Auszeichnungen in Ländern aus den Charttabellen bzw. Chartboxen sind in ebendiesen zu finden.
| Land/RegionAuszeichnungen für Musikverkäufe (Land/Region, Auszeichnungen, Verkäufe, Quellen) | Gold     | Platin | Verkäufe | Quellen |
| -------------------------------------------------------------------------------------------- | -------- | ------ | -------- | ------- |
| Finnland (IFPI)                                                                              | Gold1    | —      | 20.319   | ifpi.fi |
| Niederlande (NVPI)                                                                           | Gold1    | —      | 50.000   | nvpi.nl |
| Schweden (IFPI)                                                                              | 3× Gold3 | —      | 150.000  | ifpi.se |
| Insgesamt                                                                                    | 5× Gold5 | —      |          |         |